# Nicolas Werth
Nicolas Werth (Parigi, 15 settembre 1950) è uno storico francese specializzato in sovietologia.
Figlio di Alexander Werth, è ricercatore al CNRS di Parigi. Ha insegnato nelle università di Minsk, New York, Mosca e Shanghai ed è stato addetto culturale presso l'ambasciata francese a Mosca, durante la Perestrojka. 
Ha pubblicato numerosi libri, tutti fortemente critici nei confronti del regime sovietico. Dal 2000 in avanti tutte le sue pubblicazioni sono state finanziate dall'Istituto Hoover.

## Opere
- La Vie quotidienne des paysans russes de la Révolution à la collectivisation (1917-1939). Parigi: Hachette, 1984.
- Les Procès de Moscou (1936-1938). Éditions Complexe, nouvelle édition revue et augmentée, 2006,
- 1917: la Russia insorge, coll. «Universale Electa/Gallimard●Storia e civiltà» (nº 108) (1998)
- "Uno Stato contro il suo popolo. Violenza, repressione e terrore in URSS dal 1917 al 1953," ne Il libro nero del comunismo di Stéphane Courtois (1998)
- Storia della Russia del novecento (2000)
- L'isola dei cannibali (2006)